# György Szűcs
György Szűcs (Szombathely, 23 aprile 1912 – Budapest, 19 dicembre 1991) è stato un allenatore di calcio e calciatore ungherese, di ruolo centrocampista.

## Palmarès

### Giocatore

#### Competizioni nazionali
- Campionato ungherese: 3

Újpest: 1932-1933, 1934-1935, 1938-1939

#### Competizioni internazionali
- Coppa Mitropa: 1

Újpest: 1939